# Vers une architecture
Vers une architecture, Mot en (enhetlig) arkitektur, är ett skriftligt arkitekturmanifest, bestående av en samling essäer skrivna av Le Corbusier. 
Textsamlingen, som först publicerades i tidskriften L'Esprit nouveau 1923 i artikelform, behandlade idéer om och teorier för hur en ny arkitektur, fristående från tidigare stilar och anpassad för ett modernt samhälle, skulle kunna skapas. Dessa åsikter var en skarp kritik, riktad mot de nyklassicistiska ideal som rådde under 1920-talet och fungerade i praktiken som något av en språngbräda för vad som komma skulle inom konst och arkitektur i form av modernismen/funktionalismen.
Med detta verk formulerade Le Corbusier en normativ arkitekturteori.